# Ninmyō Tennō
Ninmyō Tennō (仁明天皇?) (810 – 21 de marzo de 850) fue el 54° quincuagésimo cuarto emperador del Japón en aparecer en la lista tradicional de Emperadores. Su nombre de nacimiento fue Príncipe Masara (正良親王, Masara-shinnō). Fue el segundo hijo de Saga Tennō y la Emperatriz Consorte Tachibana no Kachiko.
Ascendió al trono después de la abdicación de su tío, Junna Tennō. Al principio convirtió a un hijo de Junna como Príncipe de la Corona, pero nueve años después, en 842 después de un golpe de Estado el título de príncipe fue otorgado al primer hijo de Ninmyō, el Príncipe Michiyasu, posteriormente Montoku Tennō, cuya madre fue la Emperatriz Fujiwara no Junshi, una hija de Fujiwara no Fuyutsugu. Se supone que este cambio fue una intriga política planeada por el Emperador Ninmyō y Fujiwara no Yoshifusa, el segundo hijo de Fuyutsugu y tío del nuevo príncipe.
En 850 abdica a favor del Príncipe de la Corona Michiyasu que es conocido como Emperador Montoku. Su sucesor fue el tercer hijo del Emperador Ninmyō, el Príncipe Tokiyasu (Kōkō Tennō).
| Predecesor: Junna Tennō | Emperador de Japón 833 - 850 | Sucesor: Montoku Tennō |

- Datos: Q349271
- Multimedia: Emperor Ninmyō / Q349271